# Ебись за наследника Медвежонка
«Еби́сь за насле́дника Медвежо́нка» — перформанс арт-группы «Война» на тему президентских выборов в марте 2008 года. В ходе акции, 29 февраля 2008 года, несколько пар занялись сексом в одном из залов московского Государственного биологического музея имени К. А. Тимирязева. По словам участников, их высказывание заключалось в том, что «всю страну поставили раком, в ту позицию, в которой они изображали это действие».

## Проведение акции

### Основные участники
- Олег Воротников (род. 1978) — участник арт-группы «Война», выпускник философского факультета МГУ, супруг Натальи Сокол;
- Наталья Сокол (род. 1980) — участница арт-группы «Война», выпускница физического факультета МГУ, супруга Олега Воротникова;
- Пётр Верзилов (род. 1987) — участник арт-группы «Война», бывший студент философского факультета МГУ (не окончил), супруг Надежды Толоконниковой;
- Надежда Толоконникова (род. 1989) — участница арт-группы «Война», студентка 2-го курса философского факультета МГУ, супруга Петра Верзилова;
- Владимир Шилов — участник арт-группы «Война», бывший студент философского факультета МГУ;
- Елена Ко́стылева — участница арт-группы «Война», журналист;
- Алексей Плуцер-Сарно — участник арт-группы «Война», журналист, держал транспарант[4];
- Алексей Зуб — студент 2-го курса философского факультета МГУ, держал транспарант;
- Светлана Бардина — студентка 2-го курса философского факультета МГУ, вела видеосъёмку.

### Описание
Ранее, 23 февраля, группа «Война» с плакатом «Ебись за наследника Медвежонка» посетила митинг «Молодой гвардии Единой России». 3 марта с плакатом «Я ебу медвежонка» участники «Войны» посетили оппозиционный «Марш несогласных».
Акция состоялась 29 февраля в московском Биологическом музее имени К. А. Тимирязева, всего в ней приняло участие около 20 человек. Пять пар, раздевшись догола в зале «Обмен веществ и энергии организмов», начали заниматься сексом, в это же время Алексей Плуцер-Сарно и Алексей Зуб развернули транспарант с надписью «Ебись за наследника медвежонка», происходящее фиксировалось фотокорреспондентами и журналистами. Через несколько минут участники завершили свою акцию и ушли. По словам Плуцера-Сарно, посторонних зрителей в лице посетителей музея на акции не было.
Надежда Толоконникова, супруга Петра Верзилова, во время акции была на девятом месяце беременности и через четыре дня родила здорового ребёнка. По её словам, у неё была «передержка» в несколько дней, и врач посоветовал ей «стимулировать роды».

## Цели акции
Целью акции было показать «портрет предвыборной России, сделанный на художественном языке акционизма». Данная акция, по словам участников, — «напутствие молодому руководителю, художественная поддержка Медвежонка [Дмитрия Медведева] в начале длинного пути».
Объясняя причину того, почему для проведения акции был выбран именно музей, Пётр Верзилов отметил, что «в русском искусстве наступило царство абсолютной студийности, музейности». «Художественные персонажи российской арт-сцены все поголовно жаждут сотрудничать с властью, жаждут денег и встроенности в музейную жизнь», — говорит активист.
По словам участников, акция была «в большей мере не телесной практикой, а интеллектуальной»:
Оргазм тогда испытала только смотрительница Тимирязевского музея — остальные были слишком сконцентрированы на создании порнографически правдоподобного портрета страны.
По мнению Петра Верзилова, акция не представляла собой разврат в общепринятом понимании, так как все участники были женаты документально. «Радикальные художники выбирают радикальные методы для отображения реальности», — объясняет активист.
Надежда Толоконникова назвала акцию «высказыванием на политическую тему с использованием жанра креационизма»:
Когда Путин сказал, что этот политик, никому не известный на тот момент политик, просто будет вашим следующим президентом, он поставил перед фактом. В тот момент страну действительно поимели. Мы изобразили это как могли и как умели, используя традиции современного искусства.

## Реакция

### Философский факультет МГУ
Абсолютно очевидно, что сейчас я бы не стала участвовать в этой акции. Но в тот момент я была несколько другим человеком. Я была меньше, моложе. У меня были другие представления о своих жизненных целях. Я не считаю, что это крест. <...> Я бы хотела, чтобы меня судили по тем делам, которые я делаю в ближайшее время, в нынешнее время, но не за то, что было так давно.
Данная акция не связана напрямую с философским факультетом МГУ, однако в ней принимало участие несколько студентов, обучавшихся на этом факультете. Принимавшим участие студентам был вынесен выговор; никто из них отчислен не был. По словам источников в МГУ, обсуждение акции на учёном совете в первую очередь было вызвано повышенным вниманием к акции со стороны общественности: «Университет должен был как-то среагировать».
Декан философского факультета Владимир Миронов заявил, что осуждает такого рода перформансы. Миронов сообщил, что студенты факультета, принимавшие участие в акции, были заслушаны на заседании Учёного совета, и все они признали, что совершили недостойный поступок. По словам Миронова, студенты МГУ восприняли акцию преимущественно негативно.

### Оценки акции
Политолог Илья Прокудин в издании «Агентство политических новостей» отметил пародийность акции, издевательски высмеивающей курируемый 1-м заместителем Председателя Правительства РФ и кандидатом в Президенты РФ Дмитрием Медведевым национальный проект по повышению рождаемости.
По мнению журналиста Елены Калужской («Грани-ТВ»), главная мысль акции состояла в том, что выборы, которые предстояли на момент проведения перформанса, являлись «порнографией».
Кандидат философских наук Вячеслав Данилов, редактор политотдела «Русского журнала», относит акцию к разряду художественных, считая её самым важным событием в российском искусстве в 2008 году: «Безусловно, это куда более значимое событие, чем выставка куратора Марата Гельмана „Оттепель“, откровенно буржуазная по сути, и работы „Синих носов“, преимущественно эпигонские».
По мнению художника Николая Палажченко, интерес к акции со стороны общественности — признак того, насколько востребован обществом жанр перформанса. Он также заявил, что на месте преподавателей похвалил бы участвующих в акции студентов за «активную жизненную позицию».
Дмитрий Быков в газете «Собеседник» выразил мнение, что участники дискредитировали идею политической акции, переведя оценки наблюдателей из политической плоскости в этическую: «Все обсуждают не то, хороши или плохи такие выборы, а то, хороши или плохи публичные совокупления».
Представитель Фонда эффективной политики Павел Данилин в «Независимой газете» раскритиковал акцию, назвав её «вакханалией» и заявил, что её участники опозорили «лучший университет страны».
По мнению журналиста Андрея Левкина в журнале «Эксперт», студентам-философам «философия не предоставляет никаких иных способов самоидентификации и самопознания, кроме как массовое копулирование под лозунгом про наследного медвежонка».
Журналист Максим Соколов в газете «Известия» заявил о том, что студенту-философу «не подобает заниматься публичными безобразиями».
Российский поэт Дмитрий Волчек, обсуждая акцию в эфире «Радио Свобода», отметил: «суть концептуального искусства, суть таких хеппенингов, суть таких акций — это выискивать в подсознании какую-то больную точку и бить по ней. Кажется, эта точка была случайно найдена и получила такой болезненный удар».